# Le Raincy
Le Raincy este un oraș în Franța, sub-prefectură a departamentului Seine-Saint-Denis, în regiunea Île-de-France, la nord-est de Paris. 